# Castalia (Ohio)

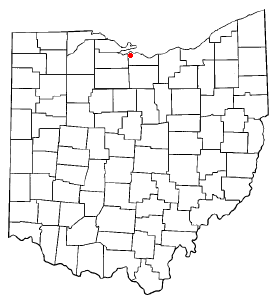
Castalia na planie stanu Ohio

Castalia – wieś w USA, w stanie Ohio, w hrabstwie Erie. W miejscowości odbywa się od roku 1976 Cold Creek Festiwal gdzie np. wybiera się Miss Cold Creek.
W roku 2010, 23,1% mieszkańców było w wieku poniżej 18 lat, 7,2% było w wieku od 18 do 24 lat, 26,7% miało od 25 do 44 lat, 29,6% miało od 45 do 64 lat, 13,3% było w wieku 65 lat lub starszych. We wsi było 49,1% mężczyzn i 50,9% kobiet.
Liczba mieszkańców w 2010 roku wynosiła 852, a w 2012 wynosiła 842.